# Zushi
Zushi (逗子市, Zushi-shi) és una ciutat de la prefectura de Kanagawa, al Japó.
L'any 2015 tenia una població de 60.070 habitants i una densitat de població de 3464 habitants per km². Té una àrea total de 17,34 km²

## Geografia
Zushi està situada a la part nord de la península de Miura, amb vistes a la badia de Sagami de l'oceà Pacífic. La ciutat està construïda en una plana al·luvial formada pel riu Tagoe i envoltada per turons baixos i costeruts.

## Història
L'àrea de l'actual Zushi ha estat habitada des de temps prehistòrics, i nombroses restes del període Kofun i període Yayoi hi han estat descobertes. Durant el període Heian, el territori estava sota control del clan Miura, i durant el període Kamakura formà part de les fortificacions més externes de Kamakura. El port de Kotsubo és esmentat freqüentment a l'Azuma Kagami. El nom "Zushi" ha estat escrit de diverses maneres al llarg de la història, entre elles 豆師・図師・厨子・豆子
. El terme "zushi" significa un carrer, un carreró o una intersecció de camins i prové de la regió de Kioto. Una de les primeres aparicions és als documents del clan Hōjō, on apareix com 豆師
. Durant el període Edo, juntament amb els territoris més orientals de la província de Sagami, l'àrea fou un tenryō controlat pel shogunat Tokugawa i administrat a través de hatamotos.
L'1 d'abril de 1889, amb la restauració Meiji, la vila de Tagoe del districte de Miura de la prefectura de Kanagawa fou creada a través de la fusió de sis llogarets locals. El desenvolupament de la regió tingué lloc amb l'arribada de la línia de ferrocarrils Yokosuka el 16 de juny de 1889. La vila de Tagoe canvià el seu nom per vila de Zushi l'1 d'abril de 1924; no obstant, l'1 d'abril de 1943 fou annexada a la ciutat de Yokosuka. Zushi va recuperar l'estatus de municipalitat independent l'1 de juliol de 1952 com a poble de Zushi, i obtingué estatus de ciutat el 15 d'abril de 1954. Zushi es desenvolupà com a zona turística en els anys 1960 amb l'obertura de la ZUshi Marina el 1967. A mitjans dels anys 1990, la ciutat es trobà al centre d'una controvèrsia política sobre la creació d'una zona residencial per la Marina dels Estats Units a Ikego, localització d'un antic dipòsit de municions de la Marina Imperial Japonesa.

## Agermanament
- Ikaho, Gunma, Japó des del 1979
- Nazaré, Portugal des del 2004